# Alexéi Lutsenko
Alexey Lutsenko (Petropavl, 7 de septiembre de 1992) es un ciclista kazajo. Desde 2025 corre para el equipo israelí Israel-Premier Tech de categoría UCI ProTeam.
Su mayor éxito llegó en 2017, al vencer en una etapa de la Vuelta a España, la finalizada en Alcossebre, merced a una fuga. Además ha ganado en cuatro ocasiones (2014, 2015, 2016 y 2017) el Tour de Almaty.

## Palmarés
| 2012 - 2.º en el Campeonato de Kazajistán Contrarreloj - 2.º en el Campeonato de Kazajistán en Ruta - 1 etapa del Giro del Valle de Aosta - 1 etapa del Tour del Porvenir - 1 etapa del Tour de Bulgaria - Campeonato Mundial en Ruta sub-23 2014 - 1 etapa de la Vuelta a Dinamarca - Tour de Almaty 2015 - 1 etapa de la Vuelta a Suiza - Campeonato de Kazajistán Contrarreloj - Tour de Almaty 2016 - 1 etapa de la París-Niza - Tour de Almaty - Tour de Hainan, más 1 etapa 2017 - 1 etapa de la Vuelta a España - Tour de Almaty, más 1 etapa 2018 - Tour de Omán - Campeonato de Kazajistán en Ruta - 1 etapa de la Vuelta a Austria - Juegos Asiáticos en Ruta - Juegos Asiáticos Contrarreloj - 1 etapa del Tour de Turquía - UCI Asia Tour 2019 - Tour de Omán, más 3 etapas - 1 etapa de la Tirreno-Adriático - Campeonato de Kazajistán Contrarreloj - Campeonato de Kazajistán en Ruta - Arctic Race de Noruega - Coppa Sabatini - Memorial Marco Pantani - UCI Asia Tour | 2020 - 1 etapa del Tour de Francia - UCI Asia Tour 2021 - 1 etapa del Critérium del Dauphiné - Coppa Agostoni - UCI Asia Tour 2022 - Clásica Jaén Paraíso Interior - UCI Asia Tour 2023 - Giro de Sicilia, más 1 etapa - Campeonato de Kazajistán Contrarreloj - Campeonato de Kazajistán en Ruta - Circuito de Guecho - Memorial Marco Pantani - Juegos Asiáticos Contrarreloj - 2.º en los Juegos Asiáticos en Ruta - Tour de Turquía, más 1 etapa - UCI Asia Tour 2024 - Giro de los Abruzzos, más 1 etapa - UCI Asia Tour |

## Resultados

### Grandes Vueltas
Durante su carrera deportiva ha conseguido los siguientes puestos en las Grandes Vueltas:
| Carrera | Carrera         | 2012 | 2013 | 2014  | 2015 | 2016 | 2017 | 2018 | 2019 | 2020 | 2021 | 2022 | 2023 | 2024 | 2025 |
| ------- | --------------- | ---- | ---- | ----- | ---- | ---- | ---- | ---- | ---- | ---- | ---- | ---- | ---- | ---- | ---- |
|         | Giro de Italia  | —    | —    | —     | —    | —    | —    | 87.º | —    | —    | —    | —    | —    | Ab.  | —    |
|         | Tour de Francia | —    | Ab.  | —     | —    | 62.º | 71.º | —    | 19.º | 46.º | 7.º  | 8.º  | 40.º | Ab.  |      |
|         | Vuelta a España | —    | —    | 100.º | —    | —    | 75.º | —    | —    | —    | —    | 71.º | —    | —    | —    |

—: no participa

Ab.: abandono

### Clásicas, Campeonatos y JJ. OO.
| Carrera                 | Carrera                 | 2012 | 2013          | 2014          | 2015          | 2016  | 2017          | 2018          | 2019          | 2020          | 2021 | 2022 | 2023 | 2024  |
| ----------------------- | ----------------------- | ---- | ------------- | ------------- | ------------- | ----- | ------------- | ------------- | ------------- | ------------- | ---- | ---- | ---- | ----- |
| Omloop Het Nieuwsblad   | Omloop Het Nieuwsblad   | —    | —             | —             | —             | —     | —             | 42.º          | 4.º           | —             | —    | Ab.  | —    | 31.º  |
| Kuurne-Bruselas-Kuurne  | Kuurne-Bruselas-Kuurne  | —    | —             | —             | —             | —     | —             | 87.º          | Ab.           | —             | —    | —    | —    | —     |
| Strade Bianche          | Strade Bianche          | —    | —             | 61.º          | 54.º          | —     | —             | 26.º          | 7.º           | Ab.           | —    | —    | 11.º | —     |
|                         | Milán-San Remo          | —    | —             | Ab.           | 57.º          | —     | 24.º          | 107.º         | —             | 54.º          | —    | —    | —    | 114.º |
| A Través de Flandes     | A Través de Flandes     | —    | —             | —             | —             | —     | 3.º           | Ab.           | —             | X             | —    | —    | —    | —     |
| E3 Saxo Classic         | E3 Saxo Classic         | —    | —             | —             | 69.º          | 103.º | 51.º          | 95.º          | —             | X             | —    | —    | —    | —     |
| Gante-Wevelgem          | Gante-Wevelgem          | —    | —             | —             | Ab.           | Ab.   | Ab.           | 46.º          | —             | —             | —    | —    | —    | —     |
|                         | Tour de Flandes         | —    | —             | —             | 22.º          | 14.º  | 47.º          | Ab.           | —             | —             | —    | —    | —    | —     |
| Amstel Gold Race        | Amstel Gold Race        | —    | Ab.           | 102.º         | —             | 55.º  | Ab.           | —             | 69.º          | X             | 31.º | —    | 5.º  | —     |
| Flecha Valona           | Flecha Valona           | —    | 57.º          | Ab.           | —             | 148.º | 164.º         | —             | 31.º          | —             | 71.º | —    | 49.º | —     |
|                         | Lieja-Bastoña-Lieja     | —    | Ab.           | Ab.           | —             | —     | 98.º          | —             | Ab.           | —             | 89.º | —    | Ab.  | 8.º   |
| Clásica San Sebastián   | Clásica San Sebastián   | —    | —             | 90.º          | —             | —     | —             | —             | —             | X             | —    | —    | 31.º | —     |
| Cyclassics Hamburg      | Cyclassics Hamburg      | —    | —             | —             | 115.º         | —     | —             | 101.º         | —             | X             | X    | —    | —    | —     |
| Bretagne Classic        | Bretagne Classic        | —    | 133.º         | —             | 72.º          | —     | —             | —             | —             | —             | —    | —    | 47.º | —     |
| Gran Premio de Quebec   | Gran Premio de Quebec   | —    | 17.º          | —             | 42.º          | 53.º  | —             | —             | —             | X             | X    | —    | —    | —     |
| Gran Premio de Montreal | Gran Premio de Montreal | —    | 69.º          | —             | 18.º          | 100.º | —             | —             | —             | X             | X    | —    | —    | —     |
|                         | Giro de Lombardía       | —    | —             | —             | —             | —     | —             | —             | —             | —             | Ab.  | —    | —    |       |
| JJ. OO. (Ruta)          | JJ. OO. (Ruta)          | —    | No se disputó | No se disputó | No se disputó | —     | No se disputó | No se disputó | No se disputó | No se disputó | 21.º | ND   | ND   | 52.º  |
| JJ. OO. (CRI)           | JJ. OO. (CRI)           | —    | No se disputó | No se disputó | No se disputó | —     | No se disputó | No se disputó | No se disputó | No se disputó | 32.º | ND   | ND   | —     |
| Mundial en Ruta         | Mundial en Ruta         | —    | Ab.           | —             | 63.º          | Ab.   | 9.º           | 36.º          | Ab.           | —             | —    | 24.º | 49.º | —     |
| Mundial Contrarreloj    | Mundial Contrarreloj    | —    | 48.º          | —             | 36.º          | —     | 28.º          | 13.º          | 25.º          | —             | —    | 27.º | —    | —     |
| Kazajistán en Ruta      | Kazajistán en Ruta      | 2.º  | —             | —             | —             | —     | —             | 1.º           | 1.º           | —             | —    | —    | 1.º  | —     |
| Kazajistán CRI          | Kazajistán CRI          | 2.º  | —             | —             | 1.º           | —     | —             | 5.º           | 1.º           | —             | —    | —    | 1.º  | —     |

—: no participa

Ab.: abandono

X: no se disputó

## Equipos
- Continental Team Astana (2012)
- Astana (2013-2024)
  - Astana Pro Team (2013-2020)
  - Astana-Premier Tech (2021)
  - Astana Qazaqstan Team (2022-2024)
- Israel-Premier Tech (2025-)